# Харленські

варіант гербу Бонча

Харлєнські гербу Бонча (пол. Charlęski) — шляхетський рід. Початок беруть від роду Томашевських. Прізвище походить від назву маєтку Харлєнжа. У власності представників роду був, зокрема, Горностайпіль.

## Представники
Бартош Папроцький згадує 5 братів, з яких:
- один був київським хорунжим, придворним короля. Осів у Київському воєводстві, де отримав певні маєтності. Може,
  - Фелікс (Щенсний) — київський підкоморій — син хорунжого, дідич Гостомеля, дружина — Фенна, донька князя Дмитра Любецького, внучка Полозів.[2]
    - Самуель[3]
    - Станіслав[2]
- Станіслав — брат київського підчашого, підчаший королеви Катажини
- Єжи — третій брат
  - Єнджей
  - Зофія
- Ян — 4-й брат, кухмістр королеви Бони
- Миколай — 5-й брат, дружина — княжна Любецька, дідичка Любчі,[4] мали 4 сини, 3 дочки
  - Ян (пом. 1616) — підкоморій луцький, дружина — Щенсна Семашко, дочка брацлавського каштеляна
    - Анна
    - ім'я невідоме, дружина житомирського старости Петра Дениска

  - Барбара, можливо, дочка Миколая, дружина Андрія Чурила, сяноцького підчашого Миколая Стадніцького

- Ян (пом. 1624) — брацлавський каштелян, похований у Луцькому костелі
  - Геронім — староста луцький, канівський,[5] дружина — Катажина Лесньовська, донька Матеуша[6]

- Анна Констанція, чоловіки: Ґабріель Сільніцький — кам'янецький каштелян, Миколай Леон Сапега — брацлавський воєвода; Францішек Любовіцкий — волинський каштелян

- Анна — мечниківна волинська
- Ева — дружина каштеляна Вацлава Гулевича
- NN — дружина Авраама Михайловича Тишкевича, 2 voto Лопатецького[7]
- Кшиштоф — воював за права на Макарів з Янушем Радзивіллом (пом. 1655)[8]
- Анастасія — дружина польського історика та власника маєтків Вацлава Руліковського, брата Едварда[9]

## Представники першого покоління Харленських на Русі
Першими з Харленських на руських землях з'явилися, швидше за все, сини Станіслава-Амброзія — Щенсний та Миколай. Вперше Миколай згаданий у луцьких ґродських книгах 27 лютого 1557 р., а Щенсний — 8 грудня 1568 р. Щодо третього брата — Єжи, то він також, імовірно, мав свій інтерес на Русі, про що побічно свідчать згадки на Волині його сина Андрія, однак більш конкретних відомостей про нього віднайти не вдалося.